# Třistatřicettři
Třistatřicetři je literární revue České televize, která se vysílá od roku 1999, zpravidla jednou měsíčně. Pořadem provázejí režisér a dramatik Jan Schmid a publicista, kritik a historik Jan Lukeš. V květnu 2019 bylo odvysíláno 205 dílů pořadu.